# Шамбор (замък)
Замъкът Шамбор (на френски: Château de Chambord) е френски средновековен замък, разположен в град Шамбор, в департамента Лоар-е-Шер, в района Център-Вал дьо Лоар.
Построен в сърцето на най-големия затворен горски парк в Европа (с площ от приблизително 50 км2, заобиколен от стена с дължина 32 километра), той е най-големият замък в долината на Лоара. Разполага с градина за отдих и ловен парк, класифицирани като исторически паметници. Шамбор е единственото кралско владение, останало непокътнато от създаването си.
Първоначално тази забележителност е била феодално укрепление, а после и замък на графовете Блоа. Настоящият замък датира от шестнадесети век, от царуването на крал Франсоа I на Франция, който ръководи строителството му от 1519 г.
Замъкът и прилежащите му земи са отличени с няколко отличия: вписване в списък на световното културно наследство от Организацията на обединените нации, признание от ЮНЕСКО през 1981 г., от 2000 г. насам е класифициран в зоната на природния парк Вал де Лоар, както и в мрежата Натура 2000 през 2006 г. Класиран е също в първия френски списък на историческите паметници, признат е като публично промишлено и търговско предприятие и от 2005 г. насам е част от мрежата от европейски кралски резиденции.

## Географско положение
Замъкът се намира в природния парк Солоне, на река Косон, при малкия приток на река Бьоврон, на около 6 километра от левия бряг на река Лоара.
Разположен е на 14 километра източно от Блоа, на 47 километра югозападно от Орлеан и на 164 километра южно от Париж, на територията на френския град Шамбор, в окръга на Блоа, в департамента Лоар-е-Шер и района Център-Вал дьо Лоар. Автобусни линии 2 и 18 от транспортната мрежа Лоар е Шер (TLC) обслужват района на Шамбор от жп гара Блоа. Изход 16 на магистрала А10 е на 14 километра северно от замъка.

## История
Не е известно точно кой е проектирал замъка Шамбор. Оригиналният проект се приписва, макар и с известни съмнения, на Доменико да Кортона, чийто дървен модел на строежа оцелява достатъчно дълго, за да бъде начертан и от Андре Фелибен през 17 век. В чертежите на модела основното стълбище е показано с две прави успоредни редици стъпала, разделени една от друга. Според Жан Гийом, този италиански дизайн по-късно е заменен с централно разположено спираловидно стълбище, подобно на това в замъка Блоа, и повече съответства на френското разбиране за грандиозни стълбища. Въпреки това, централизираното оформление е само по себе си изцяло италиански елемент. През 1913 Марсел Реймънд предполага, че Леонардо да Винчи е автор на оригиналния проект, който отразява интересите му към централното планиране и двойните спирални стълбища.
Археологическите находки на Жан Силвайн Кайлу и Доминик Хофбауер установяват, че липсата на симетрия при някои стени се дължи на оригинален дизайн, изоставен малко след началото на строежа, чийто основен план е бил организиран около централното стълбище. Завъртащият се дизайн няма еквивалент в архитектурата през този период от историята и изглежда напомня на произведенията на Леонардо да Винчи за хидравличните турбини или хеликоптера. Ако беше спазен, се смята, че тази уникална сграда можеше да включва четворното спирално отворено стълбище, описано от Джон Евелин и Андреа Паладио, въпреки че никога не е било построено.
Независимо от това кой е проектирал замъка, изграждането му е започнало на 6 септември 1519 г. Работата е прекъсната от италианската война между 1521 и 1526 г., и забавена от опразнената кралска хазна и трудностите при полагането на основите на строежа. До 1524 г. стените едва се показват над земята. Строежът е възстановен през септември 1526 г., с наемането на 1800 работници. До смъртта на крал Франсоа I през 1547 г. работата по строежа е струвала 444 070 ливри (валутата на Кралство Франция от 781 г. до 1794 г.).
Замъкът е построен като ловна хижа за крал Франсоа І, но кралят е прекарал там общо едва седем седмици (събирайки времената на кратките му ловни посещения). Тъй като замъкът е построен с цел краткосрочно пребиваване, не е удобен за живеене в дългосрочен план. Отопляването на просторните стаи с големи прозорци и високи тавани е непрактично. Освен това, тъй като замъкът не е в близост до село или други имоти, няма друг източник на храна, освен дивеч. Това означава, че всички храни трябва да бъдат донесени от групата ловуващи, наброяваща обикновено около 2000 души.
Повече от 80 години след смъртта на крал Франсоа I, замъкът е изоставен от френските крале. През 1639 г. крал Луи XIII го дава на брат си, Гастон Орлеански, който го спасява от разруха, извършвайки множество реставрационни дейности.
Крал Луи XIV заварва великолепно реставрирани и обзаведени кралски апартаменти. Добавя и стадо от 1200 коне, която му позволява да използва замъка като ловна хижа и място за забавление за няколко седмици всяка година. Въпреки това Луи XIV изоставя замъка през 1685 г.
От 1725 до 1733 г. в Шамбор живее Станислав Лешчински, отхвърленият крал на Полша и тъст на крал Луи XV. През 1745 г., като награда за храброст, кралят дава замъка на Морис дьо Сакс, маршал на Франция, който разполага там своя военен полк. След смъртта на Морис де Сакс през 1750 г. замъкът отново пустее в продължение на много години.
На 2 юли 1802 г., Наполеон Бонапарт награждава със замъка петнадесетата кохорта от Орден на почетния легион, но две години по-късно генерал Ожеро най-сетне успява да посети замъка и го намира опустошен от грабители, в състояние на напреднала разруха. Той затворя имота, ремонтира го и спасява района.
По време на Първата империя, през 1805 г. Наполеон Бонапарт решава да създаде образователен дом за дъщерите на членовете от Орден на почетния легион, но това намерение остава неизпълнено. Замъкът е иззет и даден на Короната, преди да бъде преименуван на „Княжество на Ваграм“ и даден на 15 август 1809 г. на маршал Луи-Александър Бертие, в знак на признание за службата му. Той посещава Шамбор само веднъж през 1810 г. за да ловува. След смъртта му през 1815 г., замъкът е обявен за продажба през 1820 г. от вдовицата му, неспособна да посрещне разходите.
През 1821 г. имението Шамбор е предложено на племенника на Луи XVIII, младия Анри д'Артоа, херцог на Бордо, роден година по-рано, седем месеца след убийството на баща си. По време на падането на Шарл X, внукът му принц Анри д'Артоа, (който станал през 1844 г. глава на династията на Бурбоните) приема титлата граф на Шамбор. Режимът на Юлската монархия, а след това и на Втората империя, го държат далеч от властта и от Франция. Но принцът внимателно се грижи за поддръжката на замъка и земите си от разстояние. Той управлява имота с помощта на иконом и финансира много важни работни кампании - ремонт на сгради и развитие на ловния парк. По време на войната от 1870 г. замъкът служи като полева болница, а през 1871 г. граф Шамбор го посещава за кратко. От замъка той издава манифест, призоваващ французите към възстановяване на монархията. При смъртта му през 1883 г. замъкът преминава по наследство към бурбонските принцове – Робер I (1848 – 1907), детрониран херцог на Парма и Пиаченца и брат му Енрико-Карло Бурбон-Парма (Enrico Carlo di Borbone-Parma, 1851 – 1905), граф на Барди. При смъртта на Роберто през 1907 г. той завещава наследството си на третия си син Елия де Бурбон (Elia di Borbone-Parma 1880 – 1959), който през 1950 г. става херцог на Парма и Пиаченца.

## Представителни функции
Президентският ловен комитет организира дни на лова в Шамбор, предлагани от името на президента на република Франция на неговите гости.
Канцлерът на Федерална република Германия Хелмут Кол и бившият президент на Френската република Франсоа Митеран се срещат на 28 март 1987 г. в замъка Шамбор за да дискутират хармонизирането на европейската позиция по отношение на въоръжаването.
Принц Чарлс и неговата съпруга лейди Даяна посещават замъка на 9 ноември 1988 г. като част от официално посещение.
Бившият президент на Френската република Франсоа Оланд прави официално посещение на замъка на 19 декември 2014 г.
Президентът на Френската република Еманюел Макрон празнува четиридесетия си рожден ден в замъка на 17 декември 2017 г.
Няколко марки са избрали името на Шамбор за име на техен продукт.
В село Шабор се намират няколко къщи за гости, както и хотелът Сен-Мишел, построен през 18 век.
През 2015 г. и 2016 г. са построени винарната Чеверни и зала за посрещане между паркинга за посетители и Сен-Луис.